# Coccoloba paraguariensis
Coccoloba paraguariensis är en slideväxtart som beskrevs av Gustav Lindau. Coccoloba paraguariensis ingår i släktet Coccoloba och familjen slideväxter. Inga underarter finns listade i Catalogue of Life.